# Аликберов, Виталий Мурсалович
Виталий Мурсалович Аликберов (2 сентября, 1944 — 24 мая, 2014) — украинский художник-живописец, член Национального союза художников Украины. Народный художник Украины.

## Биография
Виталий Аликберов родился в 1944 году в селе Цаповка Винницкой области в Украине. Отец, Мурсал Аликберов, по национальности лезгин.
В 1976 году окончил Одесское художественное училище им. М. Б. Грекова.
В 1984 году завершил обучение на факультете живописи Киевского художественного института.
С 1984 года работал преподавателем в Одесском государственном художественном училище им. М. Б. Грекова.
Виталий Аликберов умер 24 мая, 2014 года в Одессе.

## Творчество
Выставочную деятельность начал в 1984 году. Работы Виталия Аликберова экспонировались в Москве, Санкт-Петербурге, Киеве, Одессе и Харькове.
В 1994 году начала работу российско-украинская культурно-просветительская программа «Живопись Виталия Аликберова».
Произведения Аликберова находятся в государственных и частных коллекциях 17 стран мира, среди них коллекция экс-президента России Бориса Ельцина, экс-президента США Билла Клинтона, экс-президента Молдавии Петра Лучинского, экс-президента Украины Виктора Ющенко, митрополита Киевского и всея Украины Владимира и патриарха Московского и всея Руси Кирилла.

## Звания и награды
- Народный художник Украины[1]
- Заслуженный художник Украины (2007)[5].
- Лауреат премии В. И. Вернадского.